# 창자암
창자암(-癌)은 다음의 암을 뜻한다.
- 대장암
- 소장암
  - 십이지장암

## 같이 보기
- 제목에 "창자암" 항목을 포함한 모든 문서

| Disambiguation icon | 이 문서는 명칭이 같고 같은 종류에 속하는 여러 대상을 연결하는 색인 문서입니다. |